# Bongard (Düren)

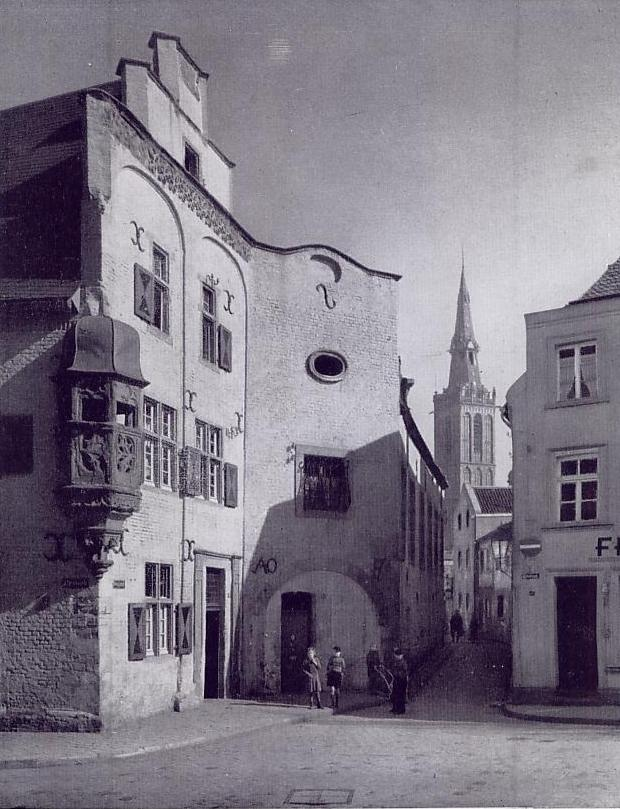
Das Erkerhaus

Der Bongard in der Kreisstadt Düren (Nordrhein-Westfalen) ist eine alte Innerortsstraße.

## Lage
Der Bongard wurde erstmals 1467 urkundlich bezeugt und als der Baumgarten der karolingischen Pfalz betrachtet. Vom Mittelalter bis zum Ende des 17. Jahrhunderts lag der Bongard zwischen Kämergasse und Steinweg an einer Straße, die man damals „An der Kalle“ nannte. Anfang des 18. Jahrhunderts wurde der Straßenname „An der Kalle“ verdrängt und in Altenteich umbenannt. Der Bongard ging damals stadteinwärts bis zum Einmündungsbereich Steinweg, Lutherische-Gasse und Nagelschmiedsgasse.
An der nördlichen Seite des Bongard, Ecke „An der Kalle“, stand ein Erkerhaus aus spätgotischer Zeit. Dieses Haus wurde Ende des 15. und Anfang des 16. Jahrhunderts erbaut und in vielen Quellen fälschlich oft als das Gewandhaus oder Versammlungshaus der Tuchmacherzunft bezeichnet. Das eigentliche und richtige Gewandhaus stand am Altenteich („up dem alden dyche“) in der heutigen Weierstraße Nr. 44.
Am heutigen Haus Bongard Nr. 15 befindet sich eine Tafel, die an das Gewandhaus erinnert. Es handelt sich aber nicht um den tatsächlichen Standort.